# Axelle Guiguet
Axelle Guiguet (25 giugno 1976) è una pentatleta francese.

## Palmarès
In carriera ha conseguito i seguenti risultati:
- Mondiali:

Mosca 2004: bronzo nel pentathlon moderno staffetta a squadre.
- Europei

Székesfehérvár 2000: bronzo nel pentathlon moderno a squadre.
Usti nad Labem 2002: argento nel pentathlon moderno individuale.